# The Fugs
The Fugs es una banda estadounidense formada en la ciudad de Nueva York a finales de 1964 por los poetas Ed Sanders y Tuli Kupferberg, con Ken Weaver en la batería. Poco después, se les unieron Peter Stampfel y Steve Weber de The Holy Modal Rounders. Kupferberg nombró a la banda a partir de un eufemismo para «fuck» utilizado en la novela Los desnudos y los muertos de Norman Mailer.
La banda lideró la escena underground estadounidense de la década de 1960 y se convirtió en una parte importante de la contracultura estadounidense de esa década. El grupo es conocido por su naturaleza cómica, incluso lasciva, pero también se ganó la fama a través de su persistente sentimiento contra la guerra de Vietnam durante la década de 1960. Richie Unterberger de Allmusic los describió como "posiblemente el primer grupo de rock underground de la historia". Una correspondencia de 1969, encontrada dentro de un archivo del FBI sobre el grupo de rock The Doors, calificó a The Fugs como "la cosa más vulgar que la mente humana podría concebir".

## Formación
Los miembros principales originales de la banda, Ed Sanders, Tuli Kupferberg y Ken Weaver, se unieron en varias ocasiones en la década de 1960 a otros artistas, algunos de los cuales eran músicos de sesión o miembros de otras bandas. Estos incluyeron a Steve Weber y Peter Stampfel, el bajista John Anderson, el guitarrista Vinny Leary, el guitarrista Peter Kearney, el tecladista Lee Crabtree, el guitarrista Jon Kalb, el guitarrista Stefan Grossman, el cantante y guitarrista Jake Jacobs, el guitarrista Eric Gale, el bajista Chuck Rainey, el tecladista Robert Banks, el bajista Charles Larkey, el guitarrista Ken Pine, el guitarrista Danny Kortchmar, el clarinetista Perry Robinson, el bajista Bill Wolf y el baterista Bob Mason.
Durante la mayor parte de su carrera, los Fugs estuvieron compuestos por los principales cantautores Sanders y, hasta su muerte, Kupferberg; el compositor, compositor, guitarrista y colaborador durante mucho tiempo de Allen Ginsberg, Steven Taylor; el cantautor y percusionista Coby Batty; y Scott Petito, músico y productor musical.
La banda firmó un contrato discográfico con ESP-Disk en 1965. The Fugs dijeron que "nuestra tasa de regalías era inferior al 3%, uno de los porcentajes más bajos en la historia de la civilización occidental". El propietario del sello, Bernard Stollman, después enfrentó acusaciones de no pagar regalías a los artistas. En febrero de 1967, el grupo firmó con Atlantic Records y grabó un álbum, The Fugs Eat It, pero no ha sido lanzado.

## Alineaciones
Los Fugs pasaron por una serie de cambios en la alineación. A continuación se muestran los que duraron más. Por ejemplo, el guitarrista Stefan Grossman estuvo con la banda solo algunas semanas, por lo que esa formación no está incluida.
1964 – febrero de 1965
- Kendell Kardt – voz
- Tuli Kupferberg – voz
- Ed Sanders – voz
- Ken Weaver – voz, conga
- Steve Weber – guitarra, voz
- Peter Stampfel – violín tradicional, armónica, voz

Verano de 1965
- Tuli Kupferberg – voz, percusión
- Ed Sanders – voz
- Ken Weaver – guitarra, voz
- Steve Weber – guitarra, voz
- Vinny Leary – guitarra, voz
- John Anderson – bajo, voz

Septiembre – diciembre de 1965
- Tuli Kupferberg – voz, percusión
- Ed Sanders – voz
- Ken Weaver – batería, voz
- Steve Weber – guitarra, voz

Diciembre de 1965 – Julio de 1966
- Tuli Kupferberg – voz
- Ed Sanders – voz
- Ken Weaver – batería, voz
- Lee Crabtree – teclados, percusión
- Vinny Leary – guitarra, voz
- John Anderson – bajo, voz
- Pete Kearney – guitarra, voz

Julio – octubre de 1966
- Tuli Kupferberg – voz
- Ed Sanders – voz
- Ken Weaver – batería, voz
- Lee Crabtree – teclados, percusión
- Jon Kalb – guitarra líder
- Vinny Leary – guitarra rítmica, voz
- John Anderson – bajo, voz

Octubre de 1966 – primavera de 1967
- Tuli Kupferberg – voz
- Ed Sanders – voz
- Ken Weaver – batería, voz
- Lee Crabtree – teclados, percusión
- Jake Jacobs – guitarra, voz
- Chuck Rainey – bajo

Verano de 1967 – verano de 1968
- Tuli Kupferberg – voz
- Ed Sanders – voz
- Ken Weaver – batería, voz
- Ken Pine – guitarra, voz
- Danny Kortchmar – guitarra, violín
- Charles Larkey – bajo

Invierno de 1968 – marzo de 1969
- Tuli Kupferberg – voz
- Ed Sanders – voz
- Ken Weaver – batería, voz
- Ken Pine – guitarra, voz
- Bill Wolf – bajo, voz
- Bob Mason – batería

1985–2010
- Tuli Kupferberg – voz
- Ed Sanders – voz
- Steve Taylor – voz, guitarra
- Coby Batty – batería, percusión, voz
- Scott Petito – bajo, teclados

2010–presente
- Ed Sanders – voz
- Steve Taylor – voz, guitarra
- Coby Batty – batería, percusión, voz
- Scott Petito – bajo, teclados

## Discografía

### Álbumes de estudio
| Año  | Álbum                                                                                              | Billboard 200 | Sello              |
| ---- | -------------------------------------------------------------------------------------------------- | ------------- | ------------------ |
| 1965 | The Village Fugs Sing Ballads of Contemporary Protest, Point of Views, and General Dissatisfaction | —             | Broadside/Folkways |
| 1966 | The Fugs First Album*                                                                              | 142           | ESP-Disk           |
| 1966 | The Fugs                                                                                           | 95            | ESP-Disk           |
| 1967 | The Fugs Eat It [no lanzado]                                                                       | —             | Atlantic           |
| 1967 | Virgin Fugs                                                                                        | —             | ESP Disk           |
| 1968 | Tenderness Junction                                                                                | —             | Reprise            |
| 1968 | It Crawled Into My Hand, Honest                                                                    | 167           | Reprise            |
| 1969 | The Belle of Avenue A                                                                              | —             | Reprise            |
| 1985 | No More Slavery                                                                                    | —             | New Rose           |
| 1987 | Star Peace – A Musical Drama In Three Acts                                                         | —             | New Rose           |
| 2003 | The Fugs Final CD (Part 1)                                                                         | —             | Artemis            |
| 2010 | Be Free: The Fugs Final CD (Part 2)                                                                | —             | Fugs Records       |

- The Fugs First Album es una reedición retitulada del LP de Broadside/Folkways.

### Álbumes en vivo
| Año  | Álbum                                       | Sello       |
| ---- | ------------------------------------------- | ----------- |
| 1970 | Golden Filth (En vivo en The Fillmore East) | Reprise     |
| 1984 | Refuse to Be Burnt Out                      | New Rose    |
| 1984 | Baskets of Love                             | Olufsen     |
| 1993 | Fugs Live in Woodstock                      | MUSIK/MUSIK |
| 1995 | The Real Woodstock Festival                 | Big Beat    |

### Compilaciones
| Año  | Álbum                                              | Sello          |
| ---- | -------------------------------------------------- | -------------- |
| 1975 | Fugs 4, Rounders Score                             | ESP-Disk       |
| 1982 | The Fugs Greatest Hits Vol. 1                      | PVC            |
| 1990 | Songs from a Portable Forest                       | Gazell         |
| 1994 | Live from The 60s                                  | Big Beat       |
| 2001 | Electromagnetic Steamboat: The Reprise Recordings  | Rhino Handmade |
| 2006 | Greatest Hits 1984–2004                            | Fugs Records   |
| 2008 | Don't Stop! Don't Stop!                            | Big Beat       |
| 2010 | Tenderness Junction/It Crawled Into My Hand Honest | Floating World |